# Adalbert Schnizlein
Adalbert Carl Friedrich Hellwig Conrad Schnizlein, född 15 april 1814 i Feuchtwangen, Bayern, död 24 oktober 1868 i Erlangen, var en tysk botaniker.
Schnizlein tog först apotekarexamen och blev filosofie doktor i Erlangen 1836. Han bedrev huvudsakligen botanisk forskning till 1843, då han slog sig ned som apotekare i samma stad, och blev där privatdocent i botanik 1845 och extra ordinarie professor 1850. Förutom flera floristiska arbeten, däribland Die Flora von Baiern (1847), utgav han det stora illustrerade verket Iconographia familiarum naturalium regni vegetabilis (fyra delar, 1843–70, 277 kolorererade planscher), varav ett utdrag bär titeln Analysen zu den natürlichen Ordnungen der Gewächse (1858).
Auktorsnamnet Schnizl. kan användas för Adalbert Schnizlein i samband med ett vetenskapligt namn inom botaniken; se Wikipediaartiklar som länkar till auktorsnamnet.